# Dorotea Bussani
Dorotea Bussani, nata Dorothea Sardi (1763 – 1809), è stata un soprano austriaco, figlia di Charles de Sardi, professore all'Accademia Militare di Vienna.

## Biografia
Si sposò il 20 marzo 1786 con il basso Francesco Bussani a Vienna.
Il successivo 1º maggio fu Cherubino nella prima assoluta di Le nozze di Figaro diretta da Wolfgang Amadeus Mozart con Nancy Storace, Francesco Benucci, Michael Kelly e Bussani, seguita da Lesbia-Luciana nella prima assoluta di Gli equivoci di Stephen Storace con la Storace, Kelly, Benucci e Bussani al Burgtheater di Vienna.
Ancora al Burgtheater nel 1788 fu Barbarina nella prima di Le gelosie fortunate di Pasquale Anfossi con Celeste Coltellini, nel 1790 Despina nella prima assoluta di Così fan tutte diretta da Mozart con Adriana Ferraresi Del Bene, Benucci e Bussani e nel 1792 Fidalma nella prima assoluta di Il matrimonio segreto di Domenico Cimarosa con Benucci e Bussani alla presenza dell'imperatore Leopoldo II.